# Hyalinobatrachium crurifasciatum
Hyalinobatrachium crurifasciatum är en groddjursart som beskrevs av Myers och Donnelly 1997. Hyalinobatrachium crurifasciatum ingår i släktet Hyalinobatrachium och familjen glasgrodor. IUCN kategoriserar arten globalt som livskraftig. Inga underarter finns listade i Catalogue of Life.